# Jonathan de Guzmán
Jonathan Alexander de Guzmán (født 13. september 1987 i Toronto, Canada) er en hollandsk/canadisk fodboldspiller, der er offensiv midtbane hos Eintracht Frankfurt i den tyske Bundesliga.
De Guzmán startede sin seniorkarriere hos den hollandske klub Feyenoord, hvor han også spillede som ungdomsspiller. Her var han i 2008 med til at vinde den hollandske pokalturnering, inden han i 2010 rykkede videre til Spanien. Her spillede han først en sæson hos RCD Mallorca, der på daværende tidspunkt blev trænet af danske Michael Laudrup. Efter et år blev Laudrup dog fyret, og De Guzman flyttede videre til Villarreal CF.
Efter én sæson i Villarreal blev De Guzmán i sommeren 2012 genforenet med Michael Laudrup i Swansea City, hvortil han blev udlejet. I 2013 var han med til at sikre klubben sin første store titel nogensinde, da man vandt Liga Cuppen, efter finalesejr på 5-0 over Bradford. De Guzmán scorede to af Swanseas mål i kampen

## Landshold
De Guzmán, der blev hollandsk statsborger i 2008, havde valget mellem at spille for det canadiske og det hollandske landshold, og valgte efter lange tids overvejelser det hollandske. Han debuterede for hollænderne den 6. februar 2013 i en venskabskamp mod Italien. Han var en del af den hollandske trup til VM i 2014 i Brasilien.

## Titler
KNVB Cup
- 2008 med Feyenoord

Football League Cup
- 2013 med Swansea City